# Tao (album)
Tao è un album in studio del cantautore australiano Rick Springfield, pubblicato nel 1985.

## Tracce
1. Dance This World Away - 5:04
2. Celebrate Youth - 3:56
3. State of the Heart - 4:03
4. Written in Rock - 4:36
5. The Power of Love (The Tao of Love) - 5:01
6. Walking on the Edge - 5:13
7. Walk Like a Man - 4:10
8. The Tao of Heaven - 1:30
9. Stranger in the House - 4:04
10. My Father's Chair - 3:29